# Petar Jekov
Petar Jekov (en bulgare : Петър Жеков, SBOTCC : Pater Zhekov), né le 10 octobre 1944 à Knijovnik (en) et mort le 18 février 2023, est un footballeur bulgare évoluant au poste d'attaquant.

## Biographie
Il a connu 44 sélections en équipe nationale bulgare entre 1963 et 1972 et a marqué 25 buts, ce qui le place dans le top 5 des meilleurs buteurs de l'histoire de la sélection bulgare.
Il a participé à la coupe du monde 1970 au Mexique.
Lors de la saison 1968-1969, alors qu'il évoluait au CSKA Sofia, il a remporté le Soulier d'or qui récompense le meilleur buteur des championnats européens.
Il inscrira au total 144 buts pour le compte du CSKA, entre 1968 et 1975.

## Palmarès
- Médaille d'argent aux Jeux olympiques de 1968
- Championnat de Bulgarie : 1971, 1972, 1973 et 1975
- Coupe de Bulgarie : 1972, 1973 et 1975